# Італійська для початківців
«Італійська для початківців» (дан. Italiensk for begyndere) — художній фільм данської режисерки Лоне Шерфіґ, знятий у 2000 році. Світова прем'єра стрічки відбулася 8 грудня 2000 року в Данії.

## Сюжет
Життя в невеликому данському містечку тече тихо та розмірено. Хіба що священик іноді з органістом поб'ється та керівник спортивного ресторанчика на клієнта морозиво виллє. Від нудьги жителів рятують лише курси, організовувані муніципалітетом. І коли заїжджий італієць відкриває клас італійської мови, найнещасніші та найсамотніші містяни на них записуються і старанно вивчають мову Данте. І ніщо, навіть смерть вчителя під час уроку, не може їх зупинити. А разом з італійською в їхні життя приходить щастя. Невелике, але дуже важливе та потрібне. І в кожного – своє.

## У ролях
- Андерс В. Бертельсен — Андреас
- Анетт Стьовельбек — Олімпія
- Анн Елеонора Йорґенсен — Карен

## Нагороди
Загалом стрічка отримала 20 нагород, зокрема:
- Берлінський міжнародний кінофестиваль (2001)
  - «Срібний ведмідь»
  - Приз екуменічного журі
  - Приз ФІПРЕССІ
  - Приз читацького журі "Berliner Morgenpost"

## Номінації
Загалом стрічка отримала 21 номінацію, зокрема:
- Берлінський міжнародний кінофестиваль (2001)
  - «Золотий ведмідь»

## Цікаві факти
- Фільм є дванадцятим, що був відзнятий у рамках руху «Догма 95»